# Callithomia fumantis
Callithomia fumantis är en fjärilsart som beskrevs av Richard Haensch 1909. Callithomia fumantis ingår i släktet Callithomia och familjen praktfjärilar. Inga underarter finns listade i Catalogue of Life.